# Sigrid Dyekjær
Sigrid Helene Dyekjær (født 28. september 1969) er en dansk filmproducent.
Hun har især gjort sig bemærket med dokumentarfilmene The Monastery, Daisy Diamond, Det gode liv og Svend.
Sammen med filminstruktørerne Pernille Rose Grønkjær, Mikala Krogh, Eva Mulvad og Phie Ambo etablerede hun i 2007 produktionsselskabet Danish Documentary, hvor hun er filmproducent.
Hun blev i 2015 uddelt Ib-prisen for sit virke.

## Filmografi
- 2002 When the War Is Over (TV dokumentar) (medproducer)
- 2002 Omveje til frihed (dokumentarfilm)
- 2002 John og Mia (kortfilm)
- 2003 Livsforsikringen (kortfilm)
- 2004 Min morfars morder (dokumentarfilm)
- 2005 Freeway (dokumentarfilm)
- 2006 Gambler
- 2006 The Monastery (The Monastery: Mr. Vig and the Nun) (dokumentarfilm om Jørgen Laursen Vig)
- 2007 Daisy Diamond
- 2007 Mechanical Love (dokumentarfilm)
- 2008 Gaven
- 2009 Cairo skrald (dokumentarfilm)
- 2010 Det gode liv (The Good Life) (dokumentarfilm)
- 2010 Usynlige Venner
- 2011 Love Addict (dokumentarfilm)
- 2011 Svend (dokumentarfilm om Svend Auken)
- 2012 I Am Breathing (dokumentarfilm) (medproducer)